# جو بيرنستاين (لاعب بوكر)
جو بيرنستاين (بالإنجليزية: Joe Bernstein)‏ هو لاعب بوكر أمريكي، ولد في 5 يناير 1899، وتوفي في 12 نوفمبر 1975.